# Petar Colić
Petar Colić (Hvar, 17. prosinca 1935. − Zagreb, 18. ožujka 1987.), hrvatski fizičar, popularizator znanosti

## Životopis
Rodio se je u Hvaru. Područje njegova znanstvenog zanimanja je fizika elementarnih čestica. Radio je u Zagrebu gdje je bio predavačem na Fakultetu građevinskih znanosti. Popularizirao je znanost i pisao je tekstove za učenike srednjih škola. 1977. godine objavio je knjigu Materija i antimaterija, a 1979. u suradnji s Nikolom Cindrom knjigu Fizika.